# Рентгеноконтрастные препараты

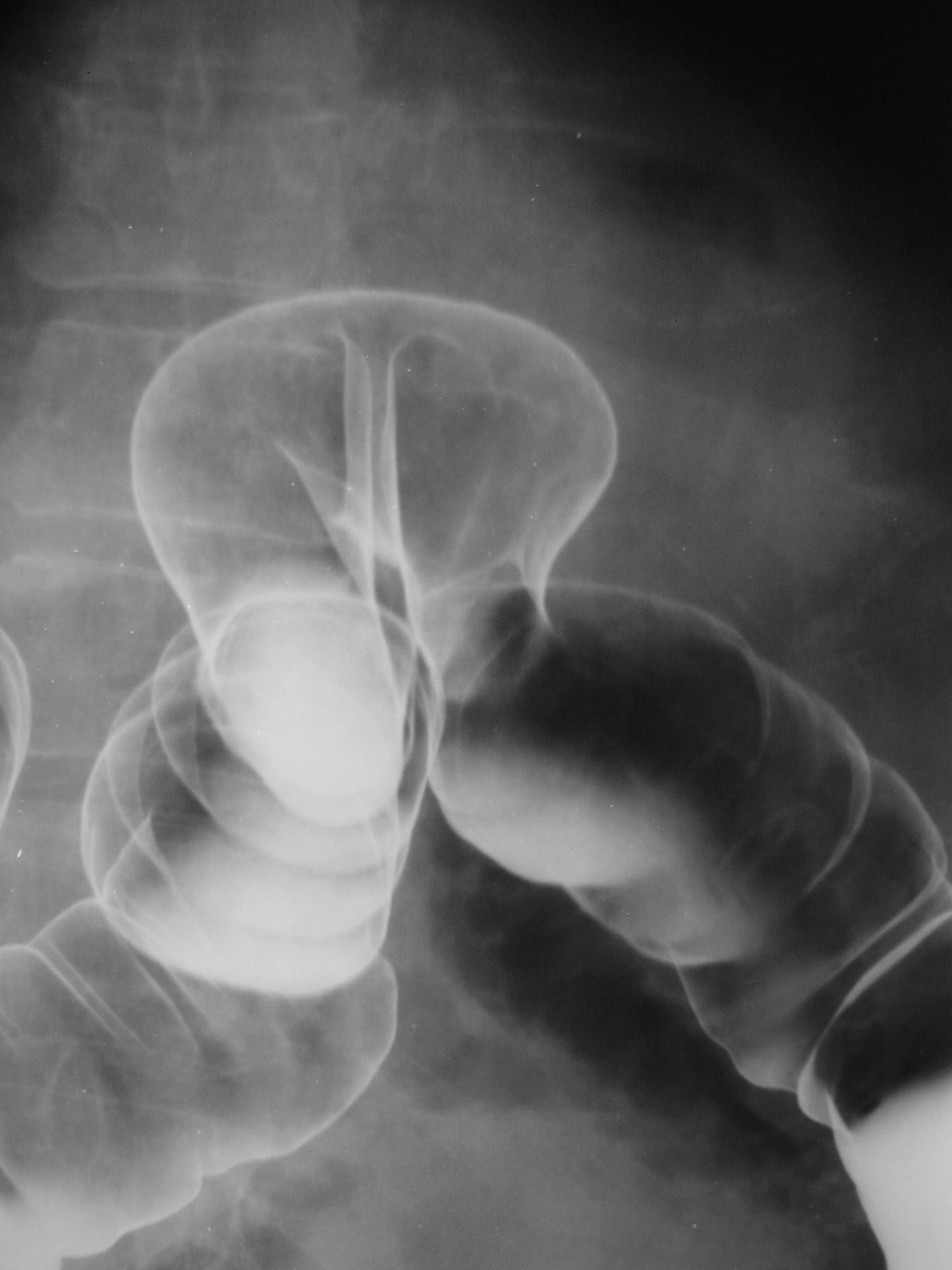
Пример ирригоскопии с двойным контрастированием

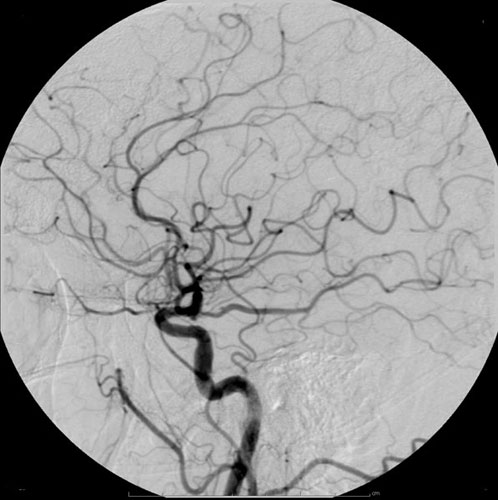
Пример церебральной ангиографии

Рентгeноконтра́стные препара́ты (рентгeноконтра́стные сре́дства)— используемые в рентгенодиагностике контрастные вещества. Применяются для улучшения визуализации внутренних органов и анатомических структур при лучевых методах исследования (рентгеновской компьютерной томографии и рентгенографии). Рентгенопозитивные препараты, используемые в большинстве случаев, как правило, содержат йод или барий. В качестве рентгенонегативных контрастных веществ применяются воздух, закись азота, углекислый газ. Рентгенопозитивные препараты содержат тяжёлые химические элементы, поскольку чем больше атомный номер элемента, тем сильнее он поглощает рентгеновское излучение.
Контрастное усиление при магнитно-резонансной томографии основано на других физических принципах, в связи с чем при МРТ-исследованиях используются контрастные препараты с принципиально иным составом.

## Виды препаратов и их применение
Рентгеноконтрастные вещества делятся на группы в зависимости от их состава и целей применения.

### Препараты для контрастирования желудочно-кишечного тракта
Сульфат бария, нерастворимый в воде белый порошок, используется для усиления контрастности визуализации органов желудочно-кишечного тракта. В зависимости от способа и целей введения, сульфат бария смешивают с водой, с загустителями и ароматизаторами. В связи с тем, что это вещество нерастворимо в воде, готовый контрастный препарат представляет собой непрозрачную белую смесь. Используется для перорального применения или введения с помощью клизмы. Выводится из организма с фекалиями.

### Препараты для парентерального применения
Современные контрастные препараты для внутривенного введения обычно содержат йод. Различают ионные и неионные контрастные препараты. Изначально были разработаны ионные йодсодержащие контрастные препараты, которые в настоящее время всё ещё используются в рентгенодиагностике. В неионных контрастных препаратах йод связан ковалентными связями, что заметно снижает риск осложнений. Имеет значение осмолярность контрастного препарата и концентрация в нём йода.
До йодсодержащих веществ для парентерального контрастного усиления использовался торотраст, основанный на диоксиде тория, однако от его применения отказались в связи с побочными действиями, в частности из-за того, что торий является радиоактивным элементом.

### В стоматологии
Часть применяемых в стоматологии пломбировочных материалов — рентгеноконтрастные, благодаря чему можно контролировать качество постановки пломб. В качестве примера можно привести канасон.